# Hanky Panky (chanson de Madonna)
Pour les articles homonymes, voir Hanky Panky.
Singles de Madonna
Vogue
(1990) Justify My Love
(1990)
Pistes de I'm Breathless
Sooner or Later
(2) I'm Going Bananas
(4)
Hanky Panky est le deuxième et dernier extrait de l'album I'm Breathless de Madonna.

## Vidéoclip
La vidéo a été enregistrée lors de la tournée de Madonna, Blond Ambition Tour, à Toronto. Madonna se présente avec la robe qui ressemble beaucoup à son clip Open Your Heart, mais d'une autre couleur.